# Raymond Kopa
Raymond Kopaszewski, mais conhecido como Raymond Kopa (Nœux-les-Mines, 13 de outubro de 1931 — Angers, 3 de março de 2017), foi um futebolista franco-polonês que atuava como meia-atacante.

## Clubes

### Início
Filho de imigrantes poloneses, o primeiro trabalho de Kopa foi nas minas de sua cidade natal, juntamente com o pai. Ainda com seis anos, teve de aposentar-se por invalidez: uma rocha de carvão caiu de um carrinho que saiu dos trilhos e amassou o dedo indicador de sua mão direita, que teve de ser amputado. Começou a praticar futebol.
Aos dezoito anos, sendo a sensação da equipe amadora de Nœux-les-Mines, foi inscrito em um concurso promovido pela Federação Francesa de Futebol. Ele chegou às finais, mas a baixa estatura (1,67 m) e a dupla nacionalidade o atrapalhavam na visão dos jurados. Ainda assim, chamou a atenção do Angers, que ofereceu-lhe o primeiro contrato profissional.
Na pequena equipe logo demonstrou ser um jogador diferenciado: era um destemido, rápido e habilidoso meia-atacante especialista em passes e assistências.

### Consagração
Após dois anos, foi contratado pelo Reims. Jogando ao lado de jogadores de destaque como René Bliard, Robert Jonquet e Léon Glovacki  (outro polaco-francês), ganhou o campeonato francês em 1953 e outro em 1955. A subida ao estrelato chegou a colocá-lo no centro da discussão dos franceses sobre a identidade nacional do país, mesmo com a própria Seleção Francesa já sendo caracterizada por um multiculturalismo. Kopa atuou na vitoriosa temporada de 1954–55 dos Reims, realizada após o fracasso francês na Copa do Mundo de 1954, sendo alvo de injúrias racistas de setores das plateias.
A segunda conquista na Ligue 1 permitiu ao Reims disputar, representando a França, a primeira edição da Copa dos Campeões da UEFA, realizada na temporada europeia de 1955–56. A equipe alvirrubra chegou à decisão, onde enfrentou o Real Madrid. Os franceses chegaram a estar vencendo por 2 a 0 e Kopa poderia ter feito o terceiro dos rouge et blancs, mas a bola foi salva em cima da linha.
Em seguida, ainda no primeiro tempo, os espanhóis empataram. O Reims chegou a ficar novamente na frente no segundo tempo, mas o Real empatou cinco minutos depois e marcou o quarto a onze minutos do fim. Os franceses pressionaram e chegaram a certar a trave aos 43 minutos do segundo tempo, mas o resultado em 4 a 3 foi mantido e o título ficou com os madrilenhos. O talento de Kopa, todavia, foi reconhecido pelo time adversário, que o contratou imediatamente.
No ascendente clube da capital espanhola, Kopa iniciou sua fase mais brilhante, mesmo trocando de posicionamento: como o titular de sua posição era ninguém menos que Alfredo di Stéfano, Kopa teve de deslocar-se para a ponta-esquerda, o que ele fez com maestria. Ganhou os dois primeiros campeonatos espanhóis que disputou, em 1957 e 1958, ano em que receberia a Bola de Ouro da France Football como melhor jogador europeu. E, paralelamente, atuando ao lado também de Ferenc Puskás, participava das consecutivas conquistas dos blancos na Copa dos Campeões. A terceira e última delas com Kopa foi justamente contra a sua ex-equipe do Reims, em 1959. Acertou sua volta para o Reims após a decisão.
Kopa voltou e logo ganhou a Ligue 1, em 1959–60. O clube do Reims estava mais fortalecido, também com Roger Piantoni e Just Fontaine, com quem formara letal trio ofensivo na Copa do Mundo de 1958. 

### Decadência
Os anos 60 lhes seriam difíceis, marcados principalmente pela leucemia de seu filho, que viria a falecer, e pela escassez de títulos - ganharia apenas o Francês de 1962, o último vencido pelos rémois. A volta à França seria marcada também por lesões e um relacionamento deteriorado com os dirigentes devido a contratos que Kopa considerava "escravagistas" para os jogadores. Em 1964, o time terminou rebaixado.
Kopa encerrou a carreira em 1967, após conseguir o título da Segunda Divisão Francesa pelo Reims, que vivia decadência.

## Seleção Francesa
Primeira convocação para a Seleção Francesa veio em 1952, com ele recém-chegado ao Reims. Suas atuações e a baixa estatura logo lhe renderiam a alcunha de "Napoleão do Futebol". Nos Bleus, Kopa jogaria ao lado de outros polaco-franceses, como seu colega de clube Léon Glovacki, Édouard Kargu (cujo sobrenome, como o dele, também fora abreviado - era Kargulewicz), Guillaume Bieganski, Thadée Cisowski, César Ruminski e Maryan Wisnieski. 
Kopa esteve presente na Copa do Mundo de 1954, em que o desempenho da França foi decepcionante, com o time sendo eliminado na primeira fase. Kopa marcou uma vez, na inútil vitória por 3 a 2 sobre o México, e mesmo em meio ao vexame, foi eleito um dos melhores meias da competição, escalado para o time hipotético ideal do torneio - sendo inclusive o mais jovem dos onze eleitos. Mas isso não lhe impediu de ser alvo de cânticos racistas nos estádios franceses.
Na Copa do Mundo de 1958, os Bleus foram com um conjunto melhor. Kopa foi ao mundial mesmo não tendo participado das Eliminatórias, uma vez que os dirigentes do Real Madrid não o liberavam. Não demorou a entrosar-se com Roger Piantoni e Just Fontaine, trio que marcou cinco dos sete gols franceses na vitória por 7 a 3 contra o Paraguai, na estreia. Kopa marcou um desses gols. 
Inspirado pelo trio de ataque, a França rumou às fases finais, parando apenas na partida contra o Brasil, nas semifinais. Os brasileiros conseguiram impor seu domínio, forçando os meias franceses, como Kopa, a ficarem no campo de defesa. Na disputa pelo terceiro lugar, contra a rival - para franceses e poloneses - Alemanha Ocidental, Kopa saiu-se muito bem. Marcou um dos gols e encheu Fontaine de lançamentos, fazendo com que o colega marcasse quatro vezes na vitória por 6 a 3 e somasse treze ao final do torneio. Por muito tempo, o terceiro lugar foi a melhor colocação da França em Copas. Seria ele, e não Fontaine, o eleito pela France Football para receber a Bola de Ouro como melhor jogador europeu. Outro francês só viria a receber a premiação nos anos 80, tratando-se de Michel Platini.
A França acabou não se classificando para a Copa do Mundo de 1962, perdendo surpreendetemente a classificação para a Bulgária. Kopa não pôde participar dos jogos decisivos devido a lesões, que atrapalharam também Piantoni e Fontaine  e que já haviam comprometido seu lugar na Eurocopa 1960. O ano de 1962 marcou também a sua despedida da Seleção Francesa, em jogo contra a Hungria. Kopa pediu dispensa dos Bleus para poder dedicar-se ao filho, que lutava contra a leucemia.
Morreu em 3 de março de 2017 aos 85 anos.

## Títulos
Reims
- Ligue 1: 1952–53, 1954–55, 1959–60, 1961–62
- Ligue 2: 1965–66
- Copa Latina: 1953

Real Madrid
- La Liga: 1956–57, 1957–58
- Copa Latina: 1957
- Liga dos Campeões da UEFA: 1955–56, 1956–57, 1957–58, 1958–59
- Pequena Taça do Mundo: 1956

### Prêmios individuais
- Ballon d'Or: 1956 (3º), 1957 (3º), 1958 (1º), 1959 (2º)
- FIFA 100
- IFFHS ALL TIME FRANCE MEN'S DREAM TEAM[10]